# Centro de Pesquisa e Cultura Afro-Americana
A Biblioteca e Centro Cultural Afro-Americano é uma biblioteca localizada na 2650 Sistrunk Boulevard, em Fort Lauderdale, Flórida, nos Estados Unidos. Integra a rede de bibliotecas do Condado de Broward e foi inaugurada em 26 de outubro de 2002.

## Estrutura
A instalação de 5.600 m² possui um auditório com 300 lugares, uma galeria de arte com 465 m² e um centro de recursos para pequenas empresas. Desde a sua inauguração, o centro já recebeu mais de 38 grandes exposições e atendeu mais de 895.000 pessoas.  É a sexta maior biblioteca do Sistema de Bibliotecas do Condado de Broward e a terceira do género no país, incluindo mais de um milhão de itens.

### História
Samuel F. Morrison [en], enquanto diretor da Divisão de Bibliotecas do Condado de Broward, inspirou-se para construir uma biblioteca com foco étnico após uma visita à Biblioteca de Pesquisa Auburn Avenue sobre Cultura e História Afro-Americana [en], localizada em Atlanta, na Geórgia. Naquela época, a Biblioteca de Pesquisa da Auburn Avenue e o Centro Schomburg para Pesquisa em Cultura Negra [en], na cidade de Nova Iorque, eram as duas únicas bibliotecas de pesquisa sobre cultura afro-americana no país. Morrison, no entanto, estava determinado a "construir uma biblioteca na área afro-americana, com fundos do condado."

### Financiamento
Entre os anos de 1990 e 1995, Morrison participou em inúmeras conversas e negociações com funcionários do condado sobre a construção da biblioteca. Já tinham sido economizados fundos para substituir a pequena Biblioteca Von D. Mizell Branch, em Fort Lauderdale. A Comissão do Condado de Broward tinha cedido o terreno e 5 milhões de dólares para a nova biblioteca. Morrison, no entanto, tinha planos para uma biblioteca e centro de investigação muito maiores e precisava de mais 7 milhões de dólares para concretizar seu projeto.
Os fundos restantes foram obtidos principalmente através de angariação de fundos. Uma subvenção de 600 000 dólares foi concedida pela fundo nacional para as humanidades e foi complementada por outras organizações e filantropos, tais como o jornal Sun Sentinel, o Blockbuster Entertainment Group e Dianne e Michael Bienes. 50 000 dólares foram doados pela Bienes [en] e 250 000 dólares pela Publix [en]. O empresário Wayne Huizenga [en] doou 1 milhão de dólares para a biblioteca. Fundos adicionais foram arrecadados de igrejas, clubes e outras organizações interessadas.

### Construção
A cerimônia de inauguração ocorreu em 23 de outubro de 1999. Após uma angariação de fundos adicional, a construção do edifício começou em abril de 2001. A PAWA Complex International – a maior empresa de arquitetura de propriedade afro-americana na Flórida – criou o projeto arquitetônico das instalações. Cecil Hayes – o primeiro afro-americano listado no top 100 da Architectural Digest [en] – criou o design de interiores do edifício e o designer artístico foi Gary Moore. De acordo com Morrison, mais de 50% dos contratos de construção foram realizados por empresas afro-americanas.
Em 26 de outubro de 2002, a construção do AARLCC foi concluída e aberta ao público.

## Coleções
A coleção especial da Biblioteca de Pesquisa Afro-Americana possui mais de um milhão de itens, incluindo livros raros, artefatos, obras de arte, manuscritos e materiais de referência com foco na história e cultura dos povos de ascendência africana, afro-americana e caribenha. Vinte artefatos africanos da coleção da Biblioteca de Pesquisa Afro-Americana e Centro Cultural podem ser vistos em 3D através do uso de realidade aumentada (RA) por meio do projeto Virtual AARLCC, que foi financiado por uma bolsa da Lei dos Serviços Bibliotecários e Tecnológicos [en], visando expandir o acesso às coleções especiais exclusivas da biblioteca.
- Coleção Alex Haley – Contém as obras de Alex Haley, fotos do programa de televisão Roots, fotos da África Ocidental e oito manuscritos inacabados de Haley.[14]  Partes desta coleção estão disponíveis no site da Biblioteca do Condado de Broward, nos seus arquivos digitais.

- Coleção Daniel Johnson – Possui mais de 5.000 itens relacionados a livros e manuscritos afro-americanos, caribenhos, da Oceania e africanos. Estes incluem escritos sobre uma variedade de tópicos, tais como escravatura, direitos civis, desporto, política e artes.[9] Os autores desta coleção incluem: Leopold Sédar Senghot, Angela Davis, John Hope Franklin, James Weldon Johnson e Maya Angelou. [9]
- Coleção Dorothy B. Porter – Contém itens relacionados à arte, história, estudos femininos e outros materiais relacionados aos africanos nos Estados Unidos.[15]

- Coleção Sixto Compano – Abrange 1.000 partituras musicais que datam de meados do século XIX até a Segunda Guerra Mundial, documentando a história dos afro-americanos no teatro.[16]

- Histórias orais de Kitty Oliver – Contém transcrições impressas, fotografias e vídeos de mais de 100 entrevistas com indivíduos que discutem as relações raciais nos condados de Broward e Palm Beach durante as décadas de 1960 e 1970.[17] Partes desta coleção estão disponíveis no site da Biblioteca do Condado de Broward, nos seus arquivos digitais.[17]

- Coleção de Arte Haitiana Hewitt – Uma das maiores coleções da AARLCC, contém inúmeras obras de arte. É reconhecida como uma das coleções mais significativas de arte haitiana do país.[18]

- Coleção de Livros Premiados e Homenageados com o Prêmio Coretta Scott King [en] — Os livros desta coleção representam palavras e obras de arte de autores e ilustradores afro-americanos que retratam positivamente a experiência negra em livros para crianças e jovens adultos que receberam o Prémio Coretta Scott King ou foram homenageados com ele.[19]